# Asota subsimilis
Asota subsimilis là một loài bướm đêm thuộc họ Erebidae. Nó được tìm thấy ở Campuchia, Malaysia, Myanma, Papua New Guinea, Singapore và Thái Lan.
Sải cánh dài 51–56 mm.